# Cerrillos (departament)
Departament Cerrillos (hiszp. Departamento Cerrillos) – departament położony jest w centralnej części prowincji Salta. Stolicą departamentu jest Cerrillos. W 2010 roku populacja departamentu wynosiła 35789. 
Departament Cerrillos graniczy z trzema innymi departamentami prowincji: Capital, Chicoana i Rosario de Lerma.
Przez departament z północy na południe przepływa rzeka Rio Arias, wypływająca ze zboczy Cerro La Toma i przepływające wcześniej przez Saltę.
Przez departament przebiega Droga krajowa 68 oraz Droga prowincjonalna 21 (Ruta Provincial 21), Droga prowincjonalna 39 (Ruta Provincial 39), Droga prowincjonalna 86 (Ruta Provincial 86). 
W skład departamentu wchodzą m.in. miejscowości: Cerrillos, La Merced, San Agustín, Villa Los Álamos, Sumalao.